# Kilgore Trout
Kilgore Trout – fikcyjna postać stworzona przez amerykańskiego pisarza Kurta Vonneguta. Vonnegut określał Trouta jako swoje „alter ego” i „kogoś kim zwykł być”. Dopatrywano się podobieństw między Kilgorem Troutem a pisarzem science fiction Theodore’em Sturgeonem (trout w angielskim oznacza pstrąga, a sturgeon – jesiotra). Kilgore Trout ma syna, Leona, narratora jednej z powieści Vonneguta – Galapagos.

## Życiorys
Trout pojawia się w kilku powieściach Vonneguta, w których odgrywa różne role: w Niech pana Bóg błogosławi, panie Rosewater i Rzeźni numer pięć jedynie katalizuje swoją twórczością działania innych bohaterów, w innych (Śniadanie mistrzów, Sinobrody, Trzęsienie czasu) jest jednym z bohaterów czynnie udzielających się w akcji powieści. Trout w różnych książkach był odmiennie przez Vonneguta przedstawiany, nabierając mniej lub więcej cech samego autora. Trout mieszka w Ilium w stanie Nowy Jork (fikcyjna miejscowość przypominająca Troy w tymże stanie; Vonnegut urodził się w Indianapolis). Przez pewien czas żył i pracował w Schenectady. W późniejszych powieściach Trout mieszka w Cohoes, gdzie pracuje jako monter aluminiowych witryn i krat. Duch syna Trouta, Leon Trotsky Trout, jest narratorem w powieści Vonneguta Galapagos.
Trout jest przedstawiany przez Vonneguta jako nadzwyczaj płodny, ale niespełniony pisarz science fiction, którego opowiadania były początkowo publikowane jako wypełniacz w pismach pornograficznych. Odkrywcą jego twórczości jest milioner Eliot Rosewater który zgromadził niemal pełną kolekcję dzieł Trouta. W dorobku pisarza znajdowało się 209 powieści i ponad 2000 opowiadań.
Kilgore Trout to także pionier w dziedzinie wpływu idei i poglądów na zdrowie psychiczne, za co otrzymuje w Śniadaniu mistrzów w 1979 roku Nagrodę Nobla w dziedzinie medycyny.
Vonnegut kilkakrotnie zmieniał biografię Trouta. W Śniadaniu mistrzów Trout żył w latach 1907–1981, a w Trzęsieniu czasu od 1917 do 2001. Obie daty zgonu były oddalone w przyszłości względem czasu pisania i wydania powieści. Jego ojcem był Raymond Trout, ornitolog pracujący na uniwersytecie w Northampton w stanie Massachusetts. Gdy Kilgore miał 12 lat, ojciec zamordował żonę i schował ciało w piwnicy. Nienawiść do ojca sprawiła, że w wieku 14 lat Kilgore Trout napisał pierwsze opowiadanie. Podczas II wojny światowej służył w Europie, Korei i Japonii, gdzie został uwiedziony przez japońską agentkę. Za zdradę został skazany na więzienie w Federalnym Zakładzie Poprawczym dla Dorosłych Niższego Stopnia Zagrożenia Społecznego. W jednym z ostatnich opowiadań Vonneguta opublikowanym na łamach „In These Times” Kilgore Trout popełnił samobójstwo w nocy 15 października 2004 roku przez wypicie Drāno, środka do udrożniania rur, po tym jak dowiedział się, że decyzją Sądu Najwyższego Stanów Zjednoczonych przy stosunku głosów 5 do 4 George W. Bush zostanie wybrany prezydentem USA na kolejną kadencję. W Śniadaniu Mistrzów staraniem Amerykańskiej Akademii Nauki i Sztuki wzniesiono nad jego prochami pomnik z cytatem z ostatniej nieukończonej powieści: Warunkiem zdrowia są humanitarne poglądy.

Brak sławy Trouta był całkowicie zasłużony. Proza w jego wykonaniu budziła grozę. Miał tylko dobre pomysły.

## Kilgore Trout w dziełach innych artystów
Przynajmniej jedna powieść została opublikowana pod nazwiskiem „Kilgore Trout”; jest to Venus on the Half-Shell (Wenus na połówce muszli) Philipa José Farmera z 1975 roku. Przez pewien czas przypisywano jej autorstwo samemu Vonnegutowi; gdy prawdziwy autor się ujawnił, Vonnegut podobno nie był zadowolony. W zinie wydawanym przez Richarda E. Geisa The Alien Critic/Science Fiction Review Farmer wyznał, że z powodu książki dostał wściekły i wulgarny telefon od samego Vonneguta.
W powieści Salmana Rushdiego The Ground Beneath Her Feet wspomniany jest Kilgore Trout. Fikcyjny pisarz jest też wymieniony w podziękowaniach zamieszczonych we wkładce do płyty Ringo Starra Ringo.
Jazzowy pianista Lyle Mays jedną ze skomponowanych przez siebie melodii zatytułował Kilgore Trout.

## Varia
- W powieści Śniadanie mistrzów inny bohater książki Dwayne Hoover odgryza część palca prawej dłoni Trouta, podczas festiwalu artystycznego na środkowym zachodzie USA. W ostatnim rozdziale tej samej powieści Trout spotyka Philboyda Studge’a (alter ego Vonneguta – słabego pisarza).
- Grupa rockowa z Davis w Kalifornii działająca w latach 80. i na początku 90. nazwała się Kilgore Trout. W tym samym czasie istniał inny, brytyjski zespół o tej samej nazwie grający alternatywny rock[5].
- W filmie Roberta Altmana Nashville z 1975 roku postać Trouta gra aktor Merle Kilgore.
- W polskim tłumaczeniu Andrzeja Chajewskiego Kilgore Trout figuruje jako „Pstrąg Zabijucha”
- W filmie Alana Rudolpha Breakfast of Champions z 1999 roku Trouta zagrał Albert Finney.
- Jedno z opowiadań Vonneguta, 2BR02B (zamieszczone w zbiorze Tabakiera z Bagombo i Witajcie w Małpiarni) jest zatytułowane tak samo jak wspomniana w Niech Bóg pana błogosławi, panie Rosewater powieść Kilgore’a Trouta.
- Według powieści Trzęsienie czasu Kilgore Trout przeżył 84 lata, tyle co Kurt Vonnegut.